# Luna (canción de Zoé)
«Luna» es el noveno sencillo de la banda de rock alternativo Zoé desprendido de su disco Reptilectric. La canción se dio a conocer a principios del 2009 y se ubicó entre las 10 primeras más escuchadas de las principales emisoras de México.
La canción Luna tiene dos versiones, una en la que es interpretada solo por Zoé y otra en donde están acompañados por Denise Gutiérrez. Esta última versión se puede encontrar en su álbum MTV Unplugged/Música de fondo de 2011 y la versión anterior en el álbum Reptilectric que fue lanzado en el año 2008.
La versión de Luna en el disco MTV Unplugged/Música de Fondo tiene una duración de 4 minutos con 40 segundos, con un espectacular video en vivo.
Su video en Youtube ya cuenta con más de  349 millones de reproducciones, siendo una de las canciones más populares en la red para la banda.

## Personal
En la versión de Estudio participaron
- León Larregui - voz líder.
- Ángel Mosqueda - Bajo.
- Sergio Acosta - guitarra eléctrica.
- Jesús Báez - Teclados.
- Rodrigo Guardiola - Batería.[1]

En Unplugged participaron
- León Larregui - Coros, guitarra acústica.
- Denise Gutiérrez - voz líder.
- Ángel Mosqueda - Bajo.
- Sergio Acosta - guitarra acústica.
- Jesús Báez - Clavicordio.[4]
- Rodrigo Guardiola - batería, Percusión.
- Chetes - Piano eléctrico.
- Andrés Sánchez - Percusiones,Aro de sonajas.
- Yamil Rezc - Percusiones,Vibráfono.
- Benjamín Carone Sheptak - Violín.[4]
- Edgardo Carone Sheptak - Violín.[4]
- Milana Sovolena Solobioma - Viola.[4]
- Salomón Guerrero Alarcón - Violonchelo.[4]